# فاينال ريزلوشن
الاعرض فاينال ريزلوشن الذي يعني بالعربية القرار النهائي هو عرض سنوي مصارعة المحترفين بي بي في (PPV) الحدث الذي عقد من قبل توتال نون ستوب اكشن / امباكت ريسلينج في ديسمبر . كان من المقرر في الأصل أن يتم هذا الحدث كل يناير حتى عام 2008 ، عندما نقلت TNA الحدث إلى ديسمبر من ذلك العام، مما يعني أن هناك عرضين فاينال ريزلوشن قد حدثا في عام 2008. في 11 يناير 2013 ، أعلنت TNA أنه في عام 2013 لن يكون هناك سوى أربعة PPVs ، و بذلك كانت النسخة الاخيرة من ذلك العرض هي في 2012 .

## أحداث
| #                | اسم العرض                     | تاريخ العرض     | الموقع             | القاعة المستضيفة للعرض | الحدث الرئيسي | المرجع |
| ---------------- | ----------------------------- | --------------- | ------------------ | ---------------------- | --- | ------ |
| 1                | فاينال ريزيلوشن (2005)        | يناير 16, 2005  | اورلاندو, فلوريدا  | امباكت زون             | جيف جاريت (ب) مقابل مونتي براون علي بطولة NWA العالم للوزن الثقيل | [ 2 ]  |
| 2                | فاينال ريزيلوشن (2006)        | يناير 15, 2006  | أورلاندو (فلوريدا) | TNA Impact! Zone       | كريستيان كيج وستينج ضد. جيف جاريت ومونتي براون في مباراة فرق | [ 3 ]  |
| 3                | فاينال ريزيلوشن (2007)        | يناير 14, 2007  | أورلاندو (فلوريدا) | TNA Impact! Zone       | ابيس (ب) مقابل كريستيان كيج ضد ستينج في مباراة اقصاء ثلاثية علي بطولة NWA العالم للوزن الثقيل | [ 4 ]  |
| 4                | فاينال ريزيلوشن (يناير 2008)  | يناير 6, 2008   | أورلاندو (فلوريدا) | TNA Impact! Zone       | كورت أنجل (ب) مقابل كريستيان كيج علي بطولة TNA العالم للوزن الثقيل | [ 5 ]  |
| 5                | فاينال ريزيلوشن (ديسمبر 2008) | ديسمبر 7, 2008  | أورلاندو (فلوريدا) | TNA Impact! Zone       | الماين ايفنت مافيا ( بطل TNA العالم للوزن الثقيل ستينج ، بوكر تي ، كيفن ناش ، و سكوت ستاينر ) ضد فريق الخط الأمامي TNA ( اي جي ستايلز والاخ ديفون والاخ راي وساموا جو ) في مباراة ثمانية رجال فرق علي بطولة TNA العالمية للوزن الثقيل | [ 3 ]  |
| 6                | فاينال ريزيلوشن (2009)        | ديسمبر 20, 2009 | أورلاندو (فلوريدا) | TNA Impact! Zone       | اي جي ستايلز (ب) ضد. دانيلز علي بطولة TNA العالم للوزن الثقيل | [ 6 ]  |
| 7                | فاينال ريزيلوشن (2010)        | ديسمبر 5, 2010  | أورلاندو (فلوريدا) | TNA Impact! Zone       | جيف هاردي (ب) مقابل مات مورغان علي بطولة TNA العالم للوزن الثقيل مع مستر السيد أندرسون كحكم ضيف خاص | [ 2 ]  |
| 8                | فاينال ريزيلوشن (2011)        | ديسمبر 11, 2011 | أورلاندو (فلوريدا) | قاعة الامباكت زون      | بوبي رود (ب) مقابل اي جي ستايلز في 30 دقيقة منعلي بطولة TNA العالمية للوزن الثقيل | [ 7 ]  |
| 9                | فاينال ريزيلوشن (2012)        | ديسمبر 9, 2012  | أورلاندو (فلوريدا) | قاعة الامباكت زون      | جيف هاردي (ب) مقابل بوبي رودي لبطولة TNA العالمية للوزن الثقيل | [ 8 ]  |
| 10               | فاينال ريزيلوشن 2013          | ديسمبر 19, 2013 | اورلاندو , فلوريدا | قاعة الامباكت زون      | ماغنوس مقابل جيف هاردي في مباراة في ديكسي لاند في الجولة الأخيرة من البطولة لبطولة TNA العالمية للوزن الثقيل |        |
| (ب) - تشير للبطل |                               |                 |                    |                        | |        |

## فاينال ريزيلوشن 2013
فاينال ريزلوشن (2013) حدثًا خاصًا للمصارعة المهنية علي قناة Spike TV تم إنتاجه من قِبل توتال نون ستوب اكشن (TNA) ، والذي تم تسجيله في 3 ديسمبر 2013 وتم بثه في 19 ديسمبر 2013 في قاعة الامباكت زون في أورلاندو ، فلوريدا . كان هذا الحدث العاشر تحت التسلسل الزمني للقرار النهائي. على عكس الأحداث السابقة، لم يعقد هذا العرض بنظام البي بي في على الدفع لكل عرض (PPV) وبدلاً من ذلك، مثل Destination X (2013) و Hardcore Justice (2013) ، تم عرضه كإصدار خاص من البث الأسبوعي لـ TNA لـ الامباكت .
كان في ذلك العرض 3 مباريات. في المباراة الأولى، هزم بوبي رود كورت أنجل في مباراة من تثبيتين من أصل 3 تثبيتات 2-1. وشهدت المباراة الثانية اوه دي بي وماديسون راين يهزمن جيل كيم و ليد تابا في مباراة فرق عندما ثبتت راين كيم . وشهدت المباراة الأخيرة هزيمة ماغنوس جيف هاردي في مباراة ديكسي لاند في نهائيات البطولة لبطولة TNA العالم للوزن الثقيل الشاغرة، عندما خرج روكستار سبود واسقط هاردي من علي السلم، مما سمح لماجنوس بالفوز.
بالإضافة إلى هذه المباريات الثلاث، كشفت TNA في هذه الحلقة أيضًا عن محتوي حقائب فايست أو فايرد، وهي كالتالي :
- زيما ايون (احقيبة 2 التي تضمنت مباراة علي لقب بطولة TNA الاكس دفجن )
- جانر (الحقيبة 1 التي تضمنت مباراة علي بطولة TNA العالم للوزن الثقيل )
- إيثان كارتر الثالث (الحقيبة الثالثة التي تضمنت مباراة علي بطولة TNA للفرق )
- تشافو غيريرو (الحقيبة 4 التي تحتوي على كلمة مطرود وبذلك سرح من عقده )

| ترتيب المباريات              | النتائج                                        | الشروط                                                              | الوقت الذي استغرقته المباراة |
| ---------------------------- | ---------------------------------------------- | ------------------------------------------------------------------- | ---------------------------- |
| 1                            | بوبي رود هزم كورت انجل                         | أنواع مباريات المصارعة                                              | 14:46                        |
| 2                            | اوه دي بي وماديسون راين يهزمن جيل غيل ليد تابا | مباراة فرق                                                          | 05:46                        |
| 3                            | ماغنوس هزم جيف هاردي                           | أنواع مباريات المصارعة للفوز ببطولة TNA العالم للوزن الثقيل الشاغرة | 17:42                        |
| - (ب) - يشير إلى بطل / ابطال |                                                |                                                                     |                              |

## روابط خارجية
- TNAWrestling.com - الموقع الرسمي لمصارعة Total Nonstop Action